# Maisons du quai Morand (Paimpol)
Les maisons du quai Morand  sont situées sur la commune de Paimpol en France.

## Localisation
Les deux maisons sont situées sur la commune de Paimpol dans le département des Côtes-d'Armor, dans la région Bretagne.

## Description
Les deux maisons ont été construites par Corouge Kersaux en 1793, dans le style des armateurs et corsaires malouins. Ces maisons ont trois étages, le dernier étage dans la toiture est éclairé par des lucarnes de forme ovale. Les hautes ouvertures présentent un cadre saillant. Les clefs les plus importantes montent et se joignent aux cordons horizontaux qui sont accusés le long de la façade au niveau du plancher. Au mitoyen et aux extrémités, de larges chaînes avec joints horizontaux cadrent l'ensemble. Les cheminées sont groupées en faisceau. Le pignon indique des ouvertures condamnées car ces constructions ont été prévues pour être accolées à des suivantes non réalisées

## Historique
Les deux maisons sont inscrites partiellement au titre des monuments historiques par arrêté du 11 août 1964.

## Protection
Éléments protégés : les façades et les toitures.

## Galerie

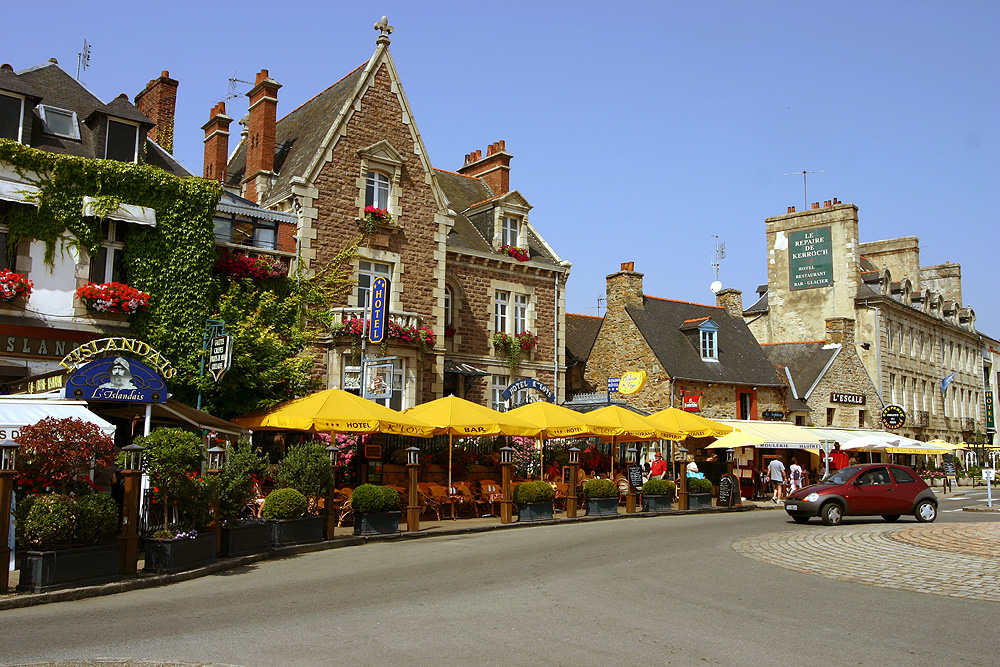
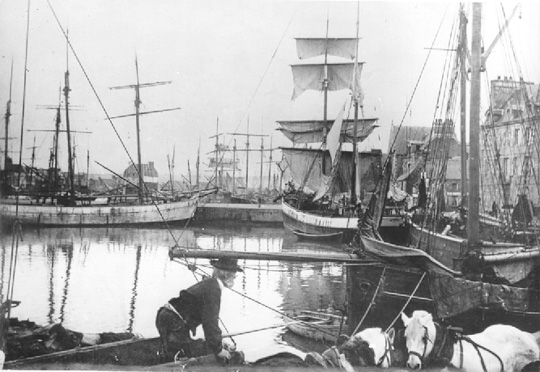
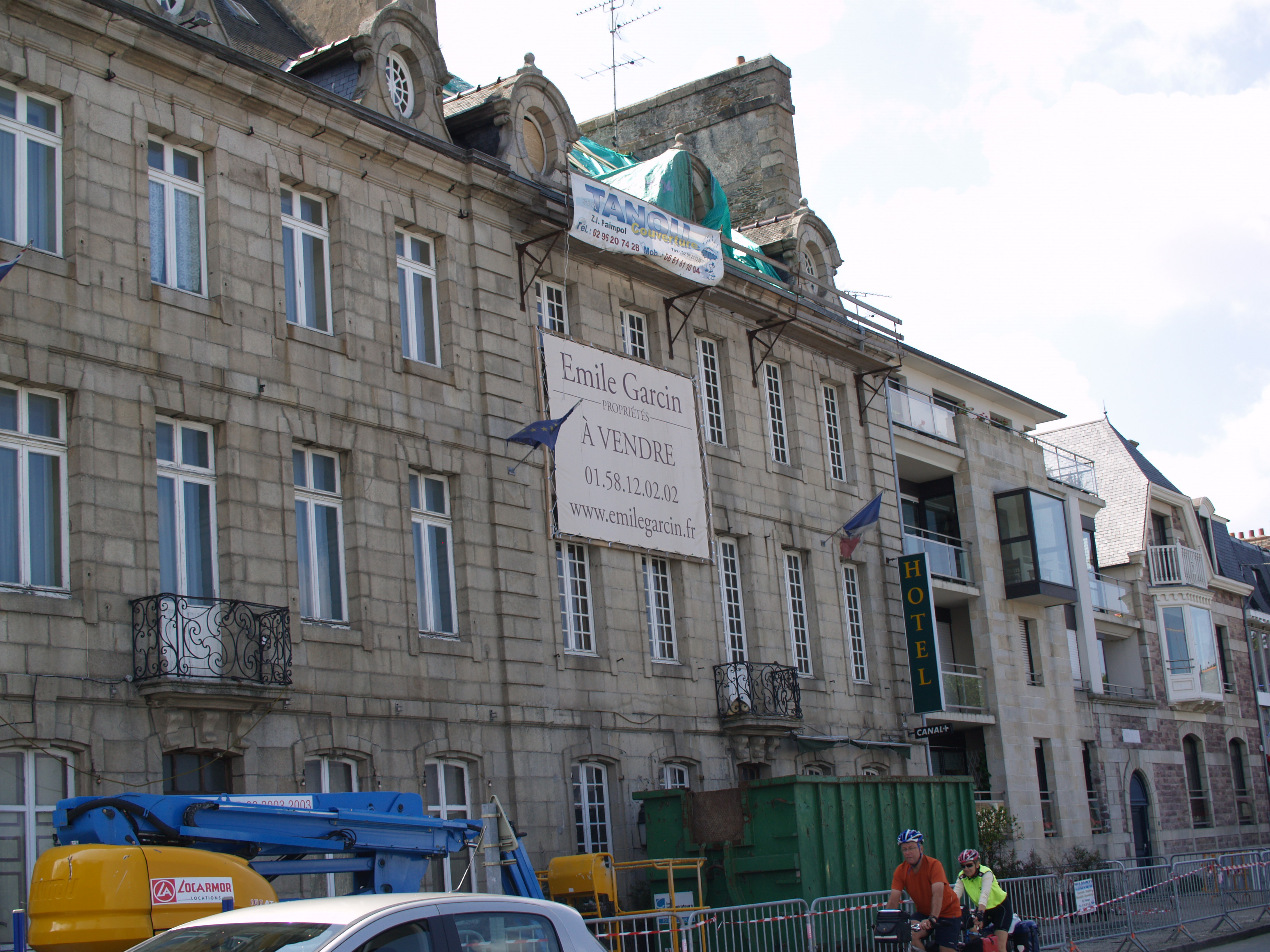